# Национальный музей искусств Румынии

Здание музея

Национальный музей искусств Румынии (рум. Muzeul Național de Artă al României) — крупнейший музей изобразительного искусства в Румынии. Находится в Бухаресте на площади Революции в здании бывшего королевского дворца. Коллекции музея включают румынское и зарубежное искусство, всего около 60 тысяч единиц хранения, в том числе около 3 тысяч предметов европейского искусства.

## История музея
Музей был учреждён в 1950 году. Основой собрания европейского искусства стала коллекция короля Кароля I (214 картин, в том числе полотна Эль Греко, Рембрандта, Питера Брейгеля Старшего, Рубенса, Доменико Венециано). В неё были включены и другие частные собрания, а также часть коллекции Музея Брукенталя в Сибиу (изъятые из которого работы были возвращены в него в ноябре 2006 года). 
В 1989 году здание пострадало в ходе революции, приведшей к свержению коммунистического режима. В 2000 году в основном здании вновь открылась экспозиция зарубежного искусства, в 2001 году в боковом крыле была открыта экспозиция национального искусства.

## Собрание музея

### Национальное искусство
В экспозиции румынского искусства представлена вся история национального изобразительного искусства, начиная от икон и ранних живописных работ, в том числе боярских портретов, и до искусства середины XX века, в том числе работы Теодора Амана, Николае Григореску, Йона Андрееску, Теодора Паллади, Марселя Янко, Виктора Браунера, Корнелиу Бабы. Особые залы посвящены скульптурам соответственно Димитрие Пачуря и Константина Брынкуши.

### Зарубежное искусство
В музейном собрании европейского искусства около 3 тысяч картин, скульптур и графических работ. В коллекции итальянского искусства представлены полотна Антонелло да Мессины, Джорджо Скьявоне, Доменико Венециано, Бернардино Личинио, Якопо Бассано, Лоренцо Лотто, Тинторетто, Алессандро Маньяско, Джакопо Амигони, Сальватора Розы. Испанское искусство представлено тремя работами Эль Греко, а также Сурбараном и Алонсо Кано. В собрании голландского искусства — работы Яна ван Эйка и Ханса Мемлинга, Питера Брейгеля Старшего и Питера Брейгеля Младшего, Рубенса и Рембрандта. Немецкое искусство представлено Хансом фон Аахеном, Бартоломеусом Цайтбломом и Эгидием Саделером. В коллекции французских импрессионистов выделяются работы Клода Моне, Альфреда Сислея и Поля Синьяка. Собрание русской живописи включает картины Репина, Серова, Айвазовского, Малявина. Музей также обладает богатым собранием декоративно-прикладного искусства, старинной мебели, фаянса, гобеленов, ковров.